# Liste der paraguayischen Botschafter in Deutschland
Der paraguayische Botschafter in Berlin repräsentiert die Regierung in Asunción bei der Regierung der Bundesrepublik Deutschland.
| Ernannt / Akkreditiert | Botschafter                    | Bemerkungen                | Präsidenten von Paraguay     | Deutsche Regierungschefs | Posten verlassen |
| ---------------------- | ------------------------------ | -------------------------- | ---------------------------- | ------------------------ | ---------------- |
| 1864                   | Alfredo du Graty               | Geschäftsträger in Preußen | Francisco Solano López       | Wilhelm I.               | 1870             |
| 1903                   | José Irala                     | Bevollmächtigter Minister  | Andrés Héctor Carvallo       | Wilhelm II.              | 1905             |
| 1911                   | Carlos Goiburú                 | Bevollmächtigter Minister  | Liberato Marcial Rojas       | Wilhelm II.              | 1912             |
| 1927                   | Eladio Velázquez               | Geschäftsträger            | Luis Alberto Riart           | Wilhelm Marx             | 1931             |
| 1939                   | Manlio Schenoni                | Geschäftsträger            | José Félix Estigarribia      | Adolf Hitler             | 1942             |
| 1952                   | Víctor Boettner                | Bevollmächtigter Minister  | Raimundo Rolón               | Konrad Adenauer          | 1954             |
| 1954                   | Víctor Boettner                |                            | Alfredo Stroessner           | Konrad Adenauer          | 1955             |
| 1956                   | Herminio Morínigo              |                            | Alfredo Stroessner           | Konrad Adenauer          | 1958             |
| 1958                   | Ramón Méndez Paiva             |                            | Alfredo Stroessner           | Konrad Adenauer          | 1962             |
| 1962                   | Jorge López Moreira            |                            | Alfredo Stroessner           | Konrad Adenauer          | 1966             |
| 1966                   | Antonio Salum Flecha           |                            | Alfredo Stroessner           | Ludwig Erhard            | 1969             |
| 1969                   | Roque J. Yódice Codas          |                            | Alfredo Stroessner           | Kurt Georg Kiesinger     | 1981             |
| 1981                   | Víctor Manuel Godoy Figueredo  |                            | Alfredo Stroessner           | Helmut Schmidt           | 1989             |
| 1989                   | Nicolás Luthold                |                            | Andrés Rodríguez             | Helmut Kohl              | 1993             |
| 1993                   | Marcos Martínez Mendieta       |                            | Juan Carlos Wasmosy          | Helmut Kohl              | 1999             |
| 1999                   | José Martínez Lezcano          |                            | Luis Ángel González Macchi   | Gerhard Schröder         | 2003             |
| 2004                   | Lilianne Lebrón de Wenger      |                            | Nicanor Duarte Frutos        | Gerhard Schröder         | 2009             |
| 2009                   | Raúl Florentín Ántola          |                            | Fernando Armindo Lugo Méndez | Angela Merkel            | 2014             |
| 2014                   | Gustavo Ariel Libardi Vera     | Geschäftsträger            | Horacio Cartes               | Angela Merkel            | 2016             |
| 2016                   | Roberto Carlos Maidana Barrios | Geschäftsträger            | Horacio Cartes               | Angela Merkel            | 2021             |
| 2021                   | Wilma Patricia Frutos Ruiz     |                            | Mario Abdo Benítez           | Angela Merkel            | 2024             |
| 2024                   | Ramón Fernando Acosta Díaz     |                            | Santiago Peña                | Olaf Scholz              |                  |